# Аксо, Николя
Никола Аксо (7 июня 1749, Этиваль-Клерфонтен (фр.), Лотарингия — 20 марта 1794, Ле-Клузо (фр.), Вандея) — французский военачальник, бригадный генерал, известный своим участием в войне в Вандее.

## Биография

### Начало пути
Выходец из третьего сословия. Сын нотариуса Бенедикта Аксо и Марии Магдалины Розьер. После смерти отца 20 ноября 1761 года переехал жить к своему дяде Франсуа Аксо в Сен-Дье-де-Вогез. Он учился в городской школе, но, в отличие от своего окружения, мечтал о военной карьере.
21 февраля 1768 года поступил в Страсбурге добровольцем в Туренский пехотный полк. Спустя девять лет, 21 февраля 1777 года, демобилизовался в Вердене в чине сержанта, вернулся в Сен-Дье-де-Вогез, и перешёл на гражданскую канцелярскую службу.
В 1789 году назначен командиром батальона Национальной гвардии Сен-Дье-де-Вогез. 7 марта 1790 года на собрании национальных гвардейцев департамента Вогезы, избран генерал-майором. 1 июня 1790 года также был избран одним из 36 членов Генерального совета департамента.

### В дниВеликой французской революции
В 1791 году, когда Франция нуждалась в добровольцах, по всей стране стали формироваться волонтёрские батальоны. 30 августа 1791 года в Рамбервиллере собрался батальон, укомплектованный добровольцами из округов Рамбервиллер, Сен-Дье-де-Вогез, Брюер и Сальмского княжества, чтобы выбрать себе начальника. Николя Аксо был избран подполковником, командиром 3-м батальона Вогезов. Этот батальон находился в гарнизоне в Оберне с 4 октября 1791 года по 28 марта 1792 года. Потом он был переведён Страсбург, потом в Фальсбур. В составе Рейнской армии, которой командовал генерал Кюстин, батальон участвовал в боях при Ландау, Шпайере, Франкфурте и Майнце, где, входя в состав 20-тысячной французской армии, был осаждён превосходящими силами противника. Аксо хорошо проявил себя в это время и был назначен командиром бригады. Однако, 23 июля гарнизон во главе с Клебером и Обером-Дюбайе был вынужден капитулировать на почётных условиях, после чего был отпущен во Франицю, дав слово в течение года не сражаться против войск антифранцузской коалиции. После этого, части из Майнца были отправлены в Вандею, для борьбы против повстанцев-роялистов, которые не входили в состав антифранцузской коалиции, и на которых не распространялось данное слово.

### Война в Вандее
Когда армия Майнца прибыла в Вандею, где дела республиканцев шли не лучшим образом, то моментально возникли разногласия между её вождями, и местными генералами-якобинцами, действовавшими там ранее. В силу этих разногласий, то одних, то других временами отстраняли от командования, однако в итоге майнцские генералы показали себя в Вандее с самой лучшей стороны.
Николя Аксо дал задание захватить Шаретта, предводителя повстанцев нижней Вандеи. Он возглавил экспедицию, чтобы захватить остров Нуармутье, служивший базой Шаретта. В результате битвы при Нуармутье (фр.), остров был взят войсками Аксо, который перешёл на остров по «отливной дороге» Пассаж-дю-Гуа, и Николя Луи Жорди, чьи войска переправились к острову на лодках. Аксо и Жорди проявили большую отвагу, последний был ранен, но оставался в строю, пока не был ранен вторично, но сам Шаретт ушёл от своих преследователей. Когда эмиссары вандейцев явились к Аксо, чтобы договориться об условиях капитуляции Нуармутье, генерал сказал им: «я командую французами, сражающимися против восставших французов, и я заявляю вам, что даю слово сохранить жизнь всем роялистам, которые сдадутся». Однако, данное обещание было проигнорировано представителями якобинского правительства при армии: комиссары Конвента Приор из Марны, Луи Тюрро (кузен генерала) и Пьер Бурбот казнили весь гарнизон, состоявший из 1 800 человек, включая вандейского генерала Мориса Д’Эльбе. Протесты Аксо не были услышаны.
Затем Аксо участвовал в реализации плана генерала Тюрро об атаке Вандеи так называемыми «адскими колоннами». Целью плана являлось прекращение восстания в Вандее за счёт тактики выжженой земли. На востоке Тюрро лично принимает на себя командование шестью дивизиями, разделенными на одиннадцать колонн, а на западе Аксо было поручено сформировать восемь меньших колонн, каждая из которых состояла бы из нескольких сот человек и идти на восток навстречу остальным двенадцати. Уже 23 января войска Аксо совершили массовые расправы в окрестностях Шаллана.
В целом, план с адскими колоннами провалился: террор, развязанный ими против крестьян, только подтолкнул их к участию в восстании. Несмотря на то, что в основе плана лежали массовые репрессии и запугивание, Аксо в целом действовал значительно более гуманно, чем Тюрро, не подчиняясь его варварским приказам, и отвечая ему «Мы — солдаты, а не палачи» (хотя некоторые эксцессы всё же случались).
21 марта 1794 года, двигаясь во главе колонны из 300 человек вблизи деревни Клузо, Аксо настиг Шаретта с сильным отрядом. В самом начале боя Аксо, поднявшийся на церковную колокольню для обзора местности, был ранен в правую руку отрикошетившей пулей. Вандейцев оказалось слишком много, и преследователи превратились в преследуемых. Аксо потерял коня и отстал от своих. Преследуемый вандейскими всадниками, он был ранен в бедро, и не мог идти дальше. Прислонившись к дубу, он держал свою саблю, пока вандейский лейтенант Арно не добил его ружейным выстрелом. Говорят, что Шаретт сказал: «Как жаль, что ты убил такого храброго человека».
Аксо умер без свидетелей-республиканцев. Тюрро, не колеблясь, заявил, что тот покончил с собой, чтобы спастись от преследования противником. Эта версия ещё долго будет считаться официальной. Предполагается, что генерал Аксо был похоронено в поле неподалеку от места его гибели — поблизости от усадьбы Ла Готроньер у деревни Клузо, а на его могиле был посажен можжевельник. Уже к началу XX века это захоронение исчезло.

## Память и семья
Имя Николя Аксо написано на одной из бронзовых досок в Версале, среди имён французских генералов, павших в бою.
Племянник генерала, Франсуа Николя Бенуа Аксо (1774—1838), стал известным военным инженером французской армии.